# Тромбоцитемія
Тромбоцитемія (тромбоцитоз) — це стан надмірно великої кількості тромбоцитів у крові. Нормальна кількість знаходиться в межах від 150 000 до 450 000 тромбоцитів на мікролітр крові, але повне обстеження потрібно розглядати лише у випадку, якщо верхня межа перевищує 750 000.
Коли причина невідома, використовується термін первинна тромбоцитемія або есенціальна тромбоцитемія. Стан виникає через несправність клітин кісткового мозку, які перепродуковують тромбоцити. Причина несправності невідома, і цей тип зустрічається нечасто.
Коли відома причина, така як інше порушення або захворювання, кращим є термін тромбоцитоз — вторинний або реактивний. Реактивний тромбоцитоз є найпоширенішим типом, і хоча він може часто не мати симптомів, іноді може провокувати появу тромбозу. Навпаки, тромбоцитопенія означає аномально низьку кількість тромбоцитів у крові.
Есенціальна тромбоцитемія як і деякі форми лейкозу, належить до мієлопроліферативних захворювань, тромбоцитоз — як загальний термін[джерело?].

## Ознаки та симптоми
Високий рівень тромбоцитів необов'язково сигналізує про будь-які клінічні проблеми, і їх збільшення виявляють при звичайному загальному аналізі крові. Однак важливо отримати повний анамнез, щоб виявити що збільшення кількості тромбоцитів відбулось не через вторинний процес. Часто він виникає в тандемі із запальним захворюванням, оскільки основні стимулятори тромбоцитарної продукції (наприклад, тромбопоетин ) підвищуються в цих клінічних станах як частина гострої фазової реакції. Високий рівень тромбоцитів може виникнути у пацієнтів з поліцитемією (високий показник еритроцитів ) і є додатковим фактором ризику ускладнень.[джерело?]
Дуже невелика кількість людей повідомляє про симптоми еритромелалгії, печіння та почервоніння кінцівок, які проходять при охолодженні, або при вживанні аспірину, чи обох факторів.
Наукова література іноді виключає тромбоцитоз із сфери тромбофілії, але практично, за визначенням тромбофілії як підвищеної схильності до тромбозів, тромбоцитоз (особливо первинний тромбоцитоз) є потенційною причиною тромбофілії. І навпаки, вторинний тромбоцитоз дуже рідко викликає тромботичні ускладнення.

## Причини
Реактивна тромбоцитемія є найчастішою причиною високого рівня тромбоцитів. На неї припадає від 88% до 97% випадків тромбоцитемії у дорослих, та 100% у дітей. У дорослих гостра інфекція, ураження тканин, хронічне запалення та злоякісність є частими причинами реактивної тромбоцитемії. Зазвичай один або кілька цих станів присутні у більш ніж 75% випадків з реактивною тромбоцитемією. Причини реактивної тромбоцитопенії у дітей схожі на такі, у дорослих. Крім цього, гемолітична анемія та таласемія часто є у дітей, що живуть на Близькому Сході. Інші причини реактивної тромбоцитемії включають: стан після хірургічного втручання, дефіцит заліза, ліки та ефект відскоку після придушення кісткового мозку.
Після виключення реактивних причин тромбоцитемії слід розглянути клональну тромбоцитемію. Найбільш частою причиною клональної тромбоцитемії є Мієлопроліферативні новоутворення. До них належать: есенціальна тромбоцитемія (essential thrombocythemia), хронічний мієлолейкоз, поліцитемія та первинний мієлофіброз.
Надзвичайно рідкісні причини тромбоцитемії є хибними причинами. Це пов’язано з наявністю у крові структур, що нагадують тромбоцити, таких як голкоподібні кристали кріоглобуліну, цитоплазматичні фрагменти циркулювальних лейкемічних клітин, бактерій та мікровезикулів еритроцитів. Ці конструкції зараховуються до тромбоцитів за допомогою автоматизованого машинного лічильника; отже, внаслідок чого кількість тромбоцитів буде помилково підвищеною. Однак такої помилки можна уникнути, зробивши мазок периферичної крові.

## Діагностика
Лабораторні аналізи можуть включати: повний аналіз крові, печінкові ферменти, функції нирок та швидкість осідання еритроцитів. 
Якщо причина високої кількості тромбоцитів залишається неясною, часто проводять біопсію кісткового мозку, щоб визначити, чому високий рівень тромбоцитів: реактивний чи есенціальний.   

## Лікування
Часто для реактивного тромбоцитозу не потрібно лікування. У випадках реактивного тромбоцитозу більше 1000x10 9 / л може бути призначено прийом аспірин у малій дозі (наприклад, 65 мг), щоб мінімізувати ризик інсульту або тромбозу.
Однак, при есенціальній тромбоцитемії, якщо кількість тромбоцитів перевищує 750 000 або 1 000 000, і особливо, якщо є інші фактори ризику появи тромбозу, може знадобитися лікування. Вибіркове використання аспірину в низьких дозах вважається захисним. Надзвичайно високий вміст тромбоцитів можна лікувати гідроксисечовиною (циторедукуючим засобом) або анагрелідом (Агрилін).
При позитивному розладі кінази JAK2,  ruxolitinib (Jakafi) може бути ефективним.